# Procuculus minutus
Procuculus minutus — вимерлий вид птахів родини зозулевих (Cuculidae). Існував у ранньому еоцені (близько 55 млн років тому) на території сучасного Північного моря, яке в цей час було сушею. Викопні рештки знайшли на території Великої Британії.